# Амин (имя)
Ами́н (араб. أمين‎ — ами́н) — арабское мужское имя, в переводе с арабского означает «верный», «честный», «безопасный». Распространено у многих народов, исповедующих исламскую религию. Образовано от многозначного глагола «'-m-n». Среди однокоренных слов аминь и иман (вера). Однокоренные имена: Мамун, Аманулла, Аминуллах.

## Известные носители
- аль-Амин (809—813) — арабский халиф.
- Амин аль-Хафез — президент Сирии с 1963 по 1967 годы.